# Mohavea confertiflora
Mohavea confertiflora là một loài thực vật có hoa trong họ Mã đề. Loài này được (Benth.) A. Heller mô tả khoa học đầu tiên năm 1912.
Loài hoa này xuất hiện ở vùng hoang mạc rộng lớn nhất của sa mạc Mojave nơi được mệnh danh là khô cằn nhất trên Trái đất.

## Hình ảnh

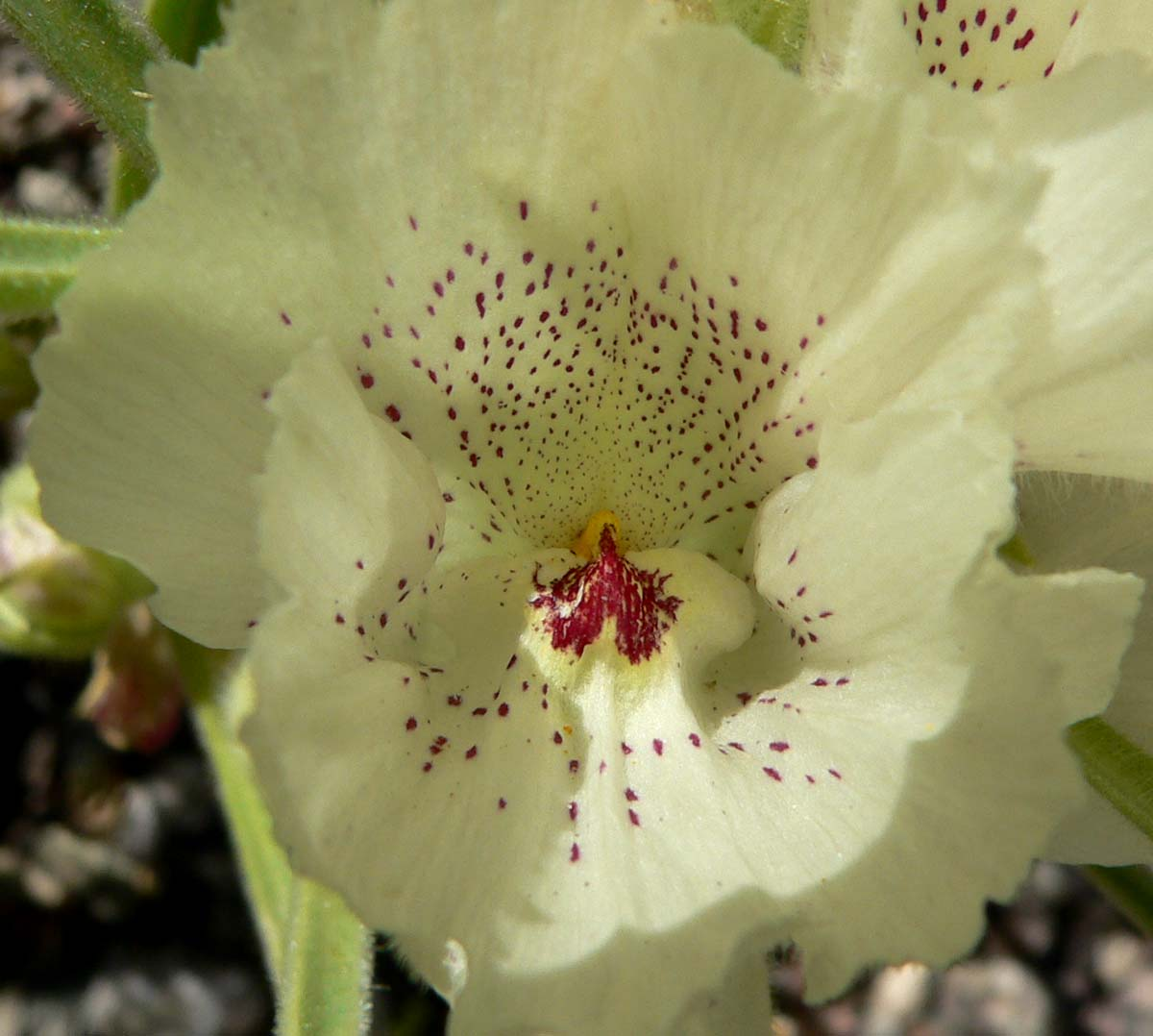
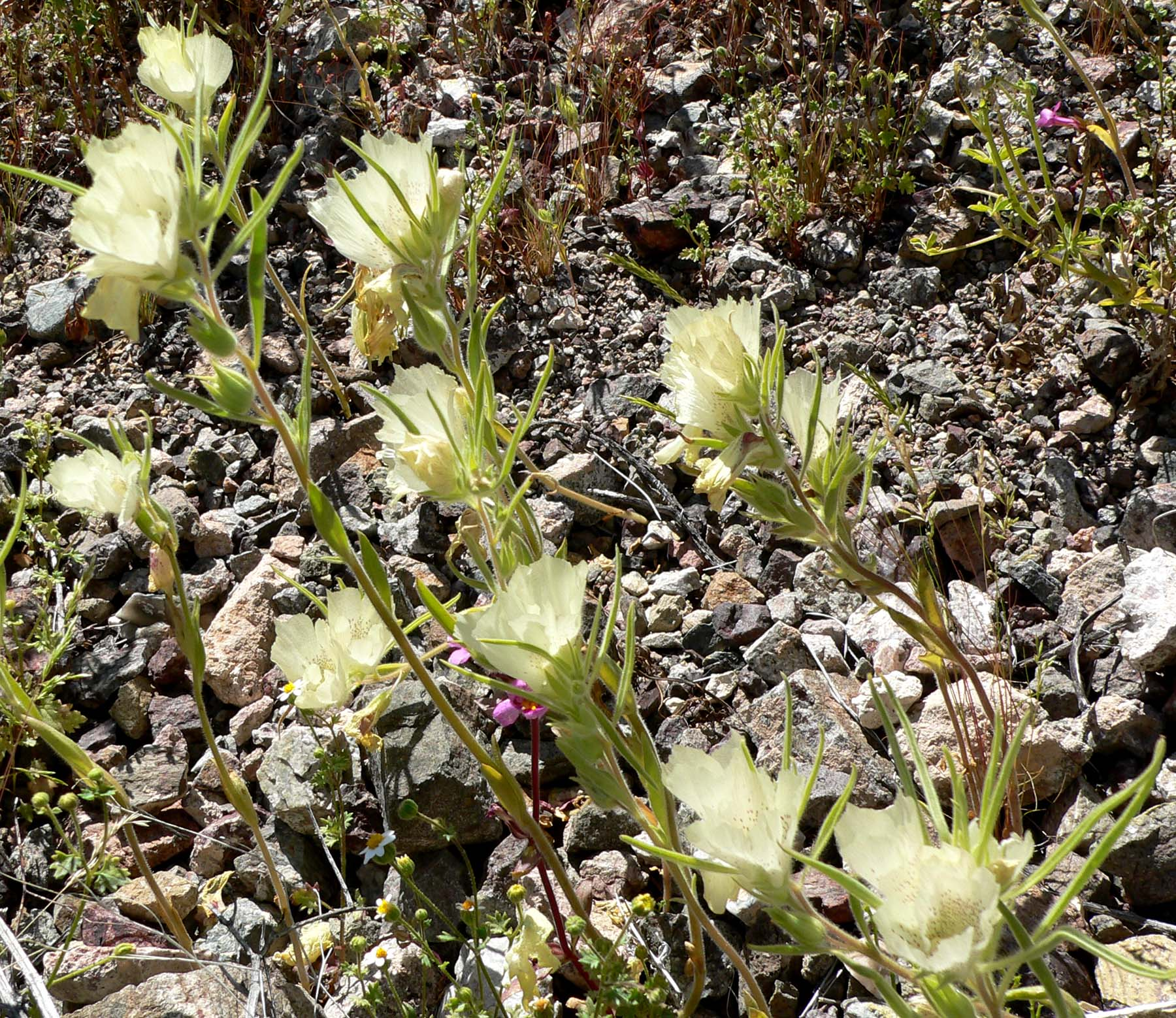
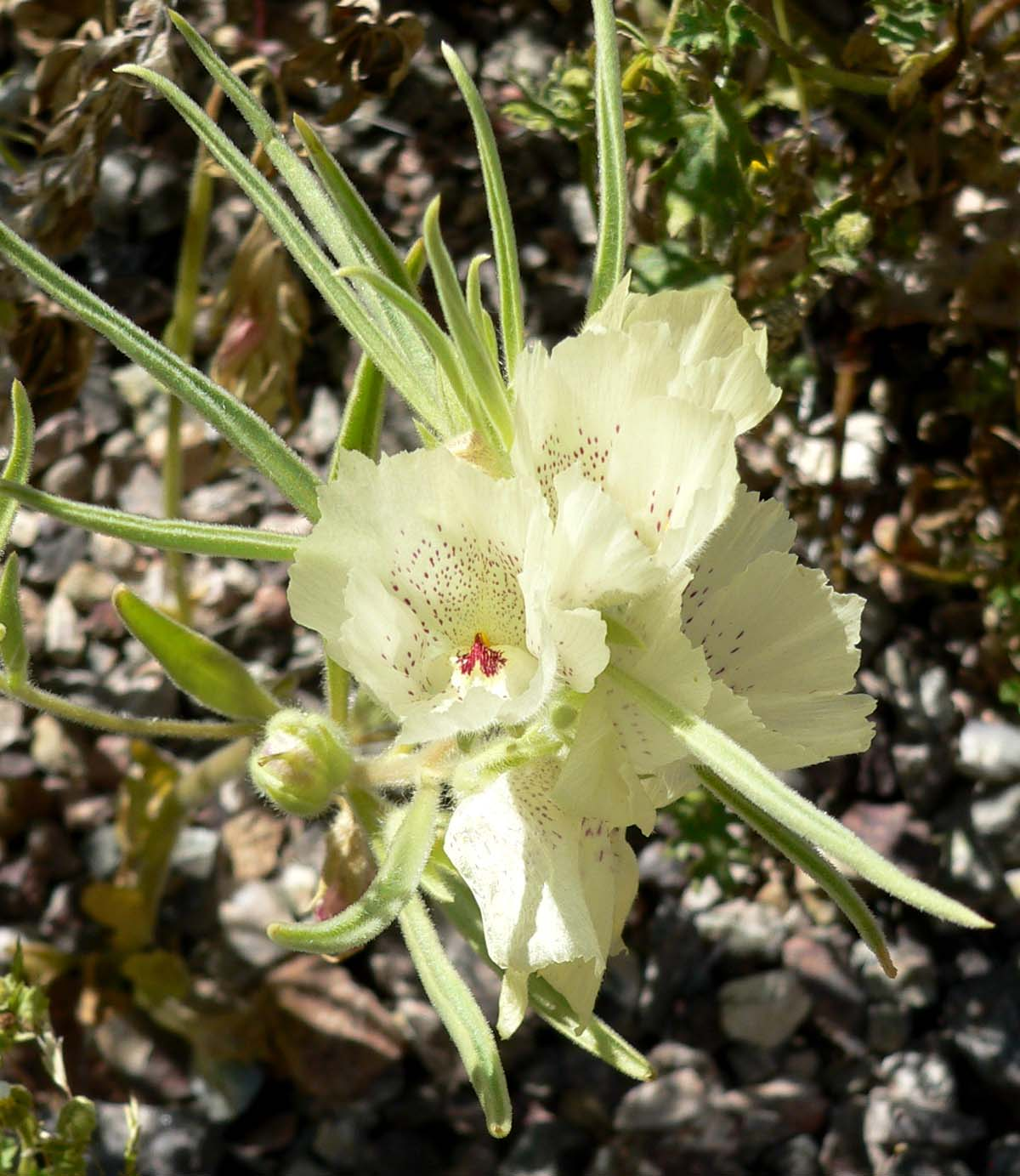